# Åke Hodell

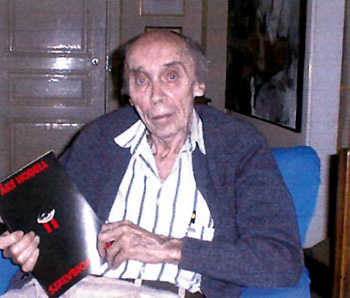
Åke Hodell (April 2000)

Åke Björnsson Hodell (* 30. April 1919 in Stockholm; † 29. Juli 2000 in Schweden) war ein schwedischer Kampfpilot, Poet, Autor und Künstler.

## Leben
Hodell hatte eine militärische Ausbildung als Kampfflieger. Nachdem er 1941 bei einer Übung abgestürzt war, verbrachte er mehrere Jahre im Universitätskrankenhaus Lund.
Anfang der 1960er Jahre begann er Lautgedichte zu entwickeln.
Zwischen 1970 und 1995 schrieb und produzierte er insgesamt 16 Hörspiele für Radio Schweden.

## Ausstellungen (Auswahl)
- 1987: documenta 8, Kassel
- 1987: Åke Hodell Resor i inre landskap 1952–1987 Moderna Museet, Stockholm (E)
- 2001: Åke Hodell Galerie Ping Pong, Malmö (E)
- 2009: sonic youth etc.: sensationel fix-kit Kunst im Tunnel, Düsseldorf
- 2010: Swedish conceptual art Kalmar Konstmuseum, Kalmar

## Auszeichnung
- 1970: Sveriges Radios Lyrikpris

## CD
- Åke Hodell Verbal Brainwash And Other Works